# Boda de Enrique de Luxemburgo y María Teresa Mestre Batista
La boda del gran duque heredero Enrique de Luxemburgo y María Teresa Mestre tuvo lugar el 14 de febrero de 1981 en la Catedral de Santa María de Luxemburgo.

## Antecedentes
Enrique era el segundo hijo, primero varón, del gran duque Juan de Luxemburgo y la gran duques Josefina Carlota, y por lo tanto el heredero del gran ducado. María Teresa era hija de los cubanos José Antonio Mestre y María Teresa Batista.
En un primer momento los grande duques no aceptaron el noviazgo porque María Teresa no pertenecía a la aristocracia.

### Celebraciones previas
El 13 de febrero de 1981 se celebró una cena en el Palacio del Gobierno a la que asistieron miembros de ambas familias y de casas reales extranjeras.

## Boda

### Ceremonia civil

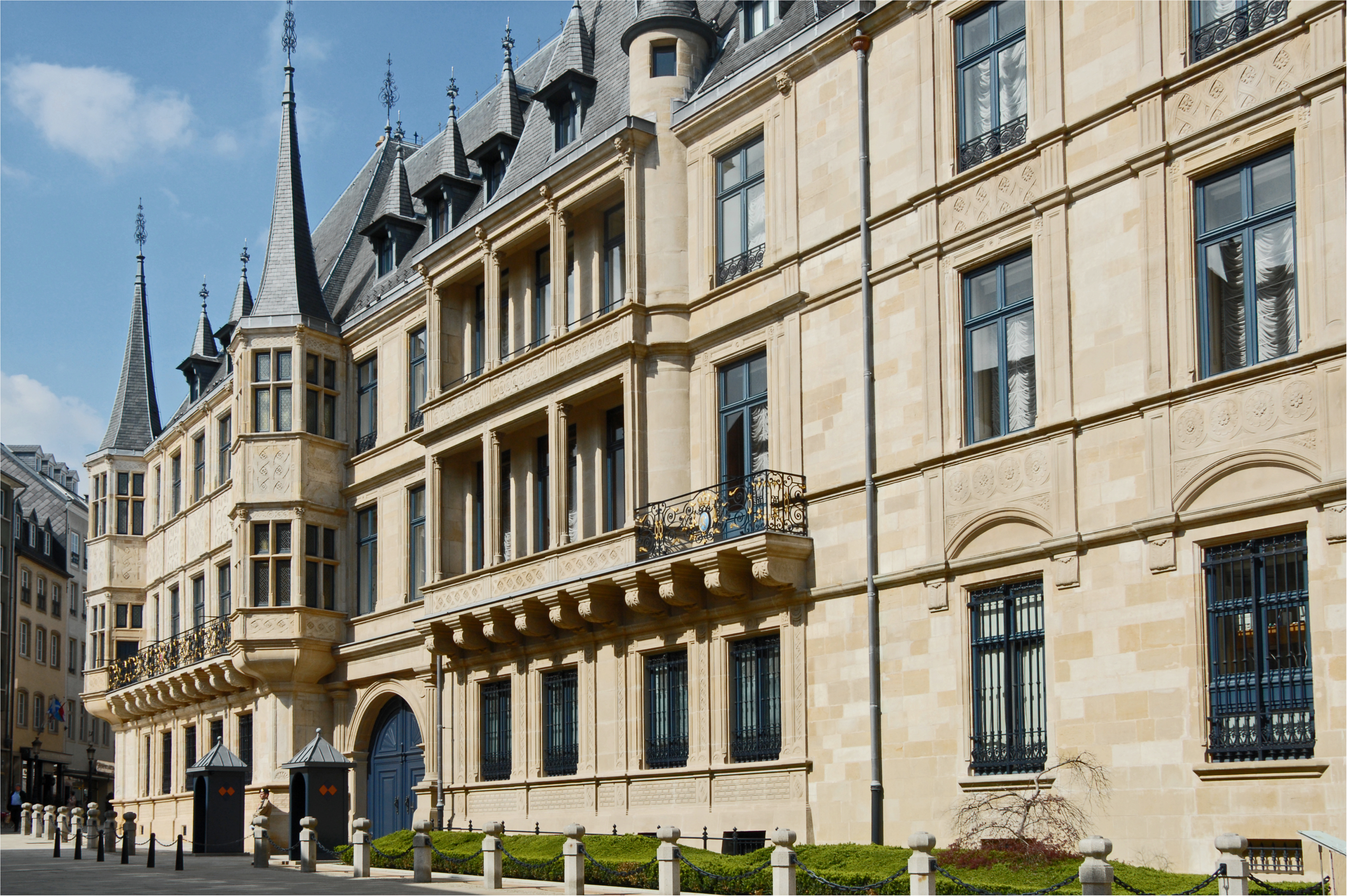
Palacio Gran Ducal de Luxemburgo

Tuvo lugar el 14 de febrero de 1981 en el Palacio Gran Ducal de Luxemburgo y fue de carácter íntimo.

### Ceremonia religiosa
Posteriormente se trasladaron a la Catedral de Santa María de Luxemburgo donde tuvo lugar la ceremonia religiosa. Enrique entró al templo del brazo de su madre, la gran duquesa Josefina Carlota, y María Teresa lo hizo del brazo de su padre, José Antonio Mestre.
Después de la ceremonia los invitados se trasladaron al Palacio Gran Ducal donde se celebró un banquete.

#### Vestimenta
María Teresa lucía un vestido diseñado en exclusiva para ella por la firma Balmain. Se trataba de un vestido de manga larga con corpiño ajustado y falda acampanada. Como adorno llevaba piel blanca en las mangas, alrededor del cuello y en la parte inferior de la falda. Tenía una gran cola de dos metros que comenzaba a modo de capa en sus hombros. En la cabeza lucía la tiara de diamantes del Congo de su suegra.

## Invitados

### Familia real luxemburguesa
- Gran duque Juan y gran duquesa Josefina Carlota
  - Princesa María Astrid
  - Príncipe Juan
  - Princesa Margarita
  - Príncipe Guillermo
- Gran duquesa Carlota

### Casas reales extranjeras

#### Bélgica
- Rey Balduino I y reina Fabiola
- Príncipe Alberto y princesa Paola, príncipes de Lieja
  - Príncipe Felipe

#### Noruega
- Rey Olav V

#### Dinamarca
- Reina Margarita II y príncipe Enrique

#### Suecia
- Princesa Cristina

#### Mónaco
- Príncipe Rainiero III y princesa Grace

#### Liechtenstein
- Príncipe heredero Juan Adán y princesa heredera María

#### Países Bajos
- Princesa Margarita

#### España
- Infanta Margarita y señor Carlos Zurita, duques de Soria

## Otros datos
El 7 de octubre del 2000 el gran duque Juan abdica en favor de su hijo por lo que Enrique se convierte en el gran duque y María Teresa en la gran duquesa consorte. Su residencia oficial pasa a ser el Castillo de Berg.
Enrique y María Teresa han tenido cinco hijos:
- Gran duque heredero Guillermo (11 de noviembre de 1981)
- Príncipe Félix (3 de junio de 1984)
- Príncipe Luis (3 de agosto de 1986)
- Princesa Alejandra (16 de febrero de 1991)
- Príncipe Sebastián (16 de abril de 1992)